# Jacqueline Harpman
Jacqueline Harpman (Etterbeek, 5 juli 1929 – 24 mei 2012) was een Franstalige Belgische schrijfster en psychoanalytica.

## Prijzen
- 1959 - Prix Victor-Rossel voor Brève Arcadie
- 1992 - Prix Point de Mire (RTBF) voor La Plage d'Ostende
- 1996 - Prix Médicis voor Orlanda (ex aequo met Jean Rolin)
- 2003 - Prix triennal du roman de la Communauté française de Belgique voor La Dormition des amants
- 2006 - Grand Prix de Littérature de la SGDL pour l'ensemble de l'oeuvre voor Du côté d'Ostende[2]

## Eerbetoon
In 2018 besloot de gemeenteraad van de gemeente Ukkel een straat naar haar te vernoemen in een nieuw aangelegde woonwijk. Deze straat kreeg de naam Jacqueline Harpmanlaan.
Op 5 juli 2024, de geboortedag van Jacqueline Harpman, eerde Google haar in België met een speciale Google Doodle.